# (32659) 4804 P-L
4804 P-L (asteroide 32659) é um asteroide da cintura principal. Possui uma excentricidade de 0.09261180 e uma inclinação de 9.07713º.
Este asteroide foi descoberto no dia 24 de setembro de 1960 por Cornelis Johannes van Houten e Ingrid van Houten-Groeneveld e Tom Gehrels em Palomar.